# Parehsar
Parehsar (farsi پره‌سر) è una città dello shahrestān di Rezvanshahr, circoscrizione di Parehsar, nella provincia di Gilan. Aveva, nel 2006, una popolazione di 7.875 abitanti. 